# القائد الأعلى لقوى الحلفاء

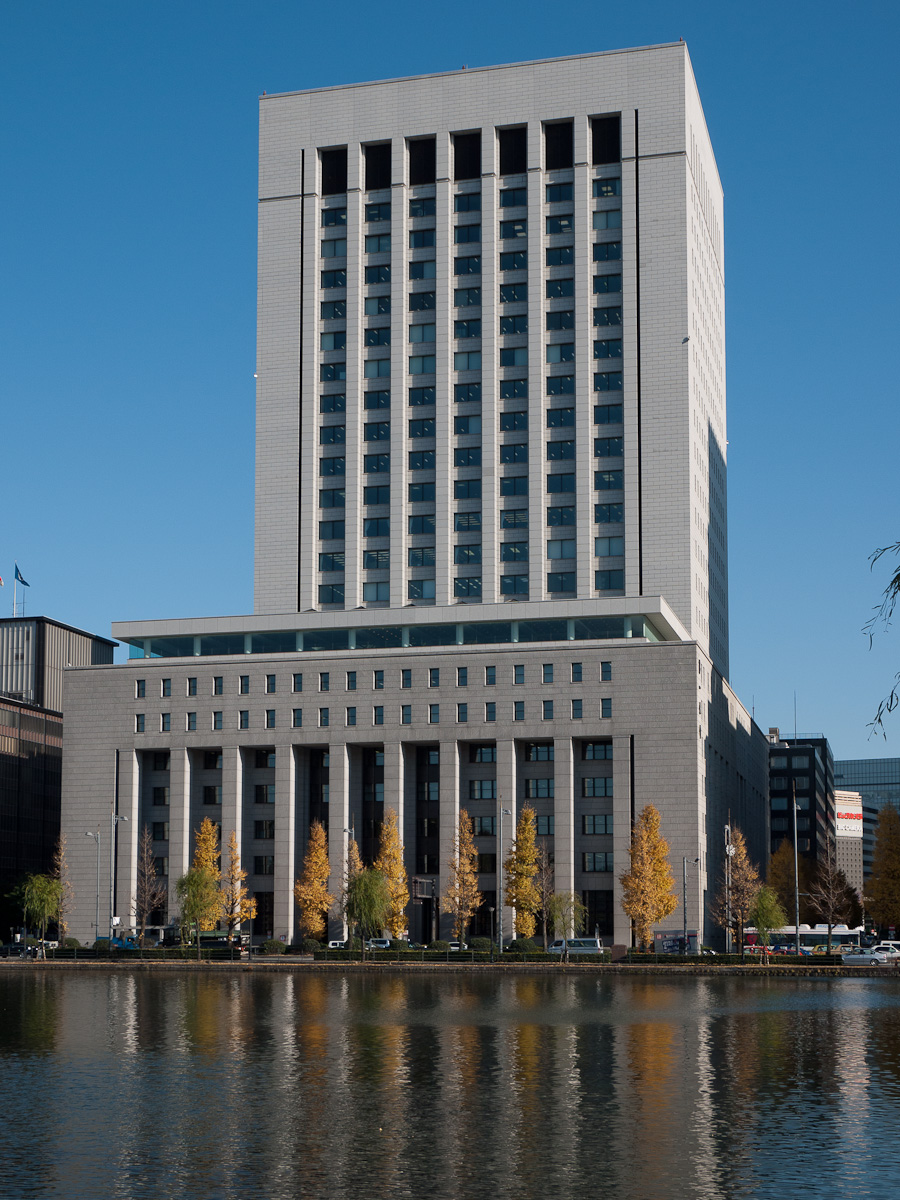
مبنى داي-إتشي سيمي الذي كان مقرا للقائد الأعلى لقوات التحالف. (القسم الخلفي المرتفع من المبنى أنشئ بعد الاحتلال).

القائد الأعلى لقوى الحلفاء (بالإنجليزية: Supreme Commander of the Allied Powers، اختصارا SCAP) هو لقب أعطي للجنرال دوغلاس مكآرثر أثناء احتلال اليابان بعد انتهاء الحرب العالمية الثانية. وبالرغم من أن لقب القائد الأعلى للتحالف استعمل لأكثر من شخص فإن هذا اللقب خصوصا لم يطلق إلا على مكآرثر. كان مكآرثر يعتقد بأن وجوده -وبالتالي الوجود الأمريكي- كقائد أعلى مقدسا. وقد صرح خلال خطاب ألقاه على متن سفينة حربية عقب توقيع اتفاق الاستسلام غير المشروط بأن «المهمة المقدسة قد تمت.»
في اليابان عرف هذا المنصب بلقب GHQ (اختصارا لـ General Headquarters، أي مقر القيادة العام) لأن لقب SCAP كان يطلق على مكاتب الاحتلال والتي كان يعمل بها مئات الموظفين المدنيين والعسكريين الأمريكيين. وقد كان لبعض هؤلاء الموظفين دورا فاعلا في كتابة النسخة الأولية من دستور اليابان الذي صادق عليه مجلس الأمة الياباني بعد إجراء بعض التعديلات.كان لدور مكآرثر في هذه الفترة أن أصبح ينظر إليه من قبل الكثير من الشخصيات السياسية والمدنية اليابانية بأنه المعيد لنظام حكم شبيه للحكم الشوغوني الذي حكم اليابان حتى بداية فترة ميجي التصحيحية. كما لعب مكآرثر وموظفيه دورا أساسيا في تبرأة ساحة الإمبراطور شوا وباقي أفراد العائلة الإمبراطورية المتورطين في الحرب، مثل الأمير تشيتشبو والأمير تسنيوشي تاكادا والأمير أساكا والأمير هيغاشيكوني والأمير هيروياسو فوشيمي، من الملاحقة القانونية أمام محكمة طوكيو.
بحلول 26 نوفمبر 1945 م أكد مكآرثر للأميرال متسوماسا يوناي أن تنحية الإمبراطور غير ضرورية. وقبل أن تتشكل محاكم الحرب فعليا، عمل القائد الأعلى لقوات التحالف وقوات حفظ السلام ومسؤولون من فترة شوا بشكل غير علني على إخلاء ساحة العائلة الإمبراطورية من التهم وعلى ضبط أقوال المتهمين للتأكد من عدم توريط الإمبراطور. وتعاون مسؤولون من المحكمة ومن حكومة شوا مع إدارة قوات التحالف في تحرير قائمة بمجرمي الحرب، في حين تعهد من اعتقل من المسؤولين في سجن سوغامو بعدم توريط الإمبراطور بأية مسؤولية حربية.

## نقاط النفوذ
وبالإضافة للسيطرة السياسية والاقتصادية للقائد الأعلى لقوات التحالف على اليابان أثناء السنوات السبع التالية للاستسلام، كان له سيطرة إعلامية على جميع وسائل الإعلام بموجب حق الرقابة المنفصل المعطى له. وقد شملت الرقابة 31 موضوعا منها:
- نقد القائد الأعلى لقوات التحالف (شخصيا أو كهيئة).
- جميع دول التحالف.
- انتقاد سياسة التحالف قبل وبعد الحرب.
- جميع أشكال الاعلام الاستعماري.
- الدفاع عن مجرمي الحرب.
- مدح الحكومات غير الديمقراطية.
- القنبلة الذرية.
- نشاطات السوق السوداء.
- النقاشات الجارية حول العلاقات الدبلوماسية بين الحلفاء (الولايات المتحدة والاتحاد السوفياتي).

واستمر أثر سياسة الرقابة هذه حتى بعد تخفيف الحظر على بعض المواضيع. فمثلا، كان المساس بموضوع القنبلة الذرية أمرا غير محبذ حتى انتهاء الاحتلال عام 1952 م.
تلا مكآرثر في منصبة الجنرال ماثيو ردجواي بعدما عزله الرئيس هاري ترومان فيي أبريل من عام 1951 م لتمرده على الأوامر أثناء الحرب الكورية. وبعد معاهدة السلام بين قوات التحالف واليابان في عام 1951 م، ألغي هذا المنصب.